# Afternoon Delight
Pour plus de détails, voir Fiche technique et Distribution.
Afternoon Delight est un film américain réalisé par Joey Soloway, sorti en 2013.

## Fiche technique
- Titre : Afternoon Delight
- Réalisation : Joey Soloway
- Scénario : Joey Soloway
- Photographie : Jim Frohna
- Musique : Craig Wedren
- Pays d'origine : États-Unis
- Genre : comédie dramatique
- Date de sortie : 2013

## Distribution
- Kathryn Hahn : Rachel
- Jane Lynch : Dr. Lenore
- Josh Radnor : Jeff
- Juno Temple : McKenna
- Suzy Nakamura : Meredith
- Annie Mumolo : Amanda
- John Kapelos : Jack
- Marshall Manesh : le chauffeur de taxi